# Остров Литке (Байдарацкая губа)
Остров Ли́тке — остров на юго-западе Карского моря в Ямало-Ненецком автономном округе.

## Топоним
Назван И. Н. Ивановым в 1826 году в честь русского мореплавателя Фёдора Литке.

## География
Расположен на севере Байдарацкой губы Карского моря при входе. Отделён от губы и моря косой Марресальские Кошки и островом Нгонярцо (Болотный). Омывается заливом Мутный, которым отделён от западной части полуострова Ямал, заливом Пакалмыпаха и лагуной Едэй-Нялпэй. В заливе Мутный вокруг острова расположены мысы Ламдосаля, Ямбсаля, Ярасаля, Пирцядсаля, Няавсаля, Нерадсаля, Ябтасаля. Вблизи также расположены более мелкие острова — Полумесяц (Халэвнго), Лабтанго, Тюбцянго.
Крайняя северная точка острова — мыс Пыясаля, восточная — Невхысаля. Ещё один мыс — Едэйсаля — расположен на юго-востоке. Высочайшая точка — гора Литке высотой 40 метров. Глубины в прилегающей акватории достигают 1—4 метров.
Покрыт мохово-лишайниковой тундрой, местами заболоченной. Входит в состав природного заказника «Ямальский».